# Tour Down Under 2013
Il Tour Down Under 2013, quindicesima edizione della corsa, valido come prima gara dell'UCI World Tour 2013, si svolse in sei tappe, dal 22 al 27 gennaio 2013, su un percorso di complessivi 758,5 km attorno ad Adelaide, Australia. Fu vinto dall'olandese Tom-Jelte Slagter, della Blanco, che terminò la corsa in 18h28'32" alla velocità media di 41,054 km/h.

## Tappe
| Tappa  | Data       | Percorso                         | km    | Vincitore di tappa | Leader cl. generale |
| ------ | ---------- | -------------------------------- | ----- | ------------------ | ------------------- |
| 1ª     | 22 gennaio | Prospect > Lobethal              | 135   | André Greipel      | André Greipel       |
| 2ª     | 23 gennaio | Mount Barker > Rostrevor         | 116,5 | Geraint Thomas     | Geraint Thomas      |
| 3ª     | 24 gennaio | Unley > Stirling                 | 139   | Tom-Jelte Slagter  | Geraint Thomas      |
| 4ª     | 25 gennaio | Modbury > Tanunda                | 126,5 | André Greipel      | Geraint Thomas      |
| 5ª     | 26 gennaio | McLaren Vale > Old Willunga Hill | 151,5 | Simon Gerrans      | Tom-Jelte Slagter   |
| 6ª     | 27 gennaio | Adelaide                         | 90    | André Greipel      | Tom-Jelte Slagter   |
| Totale | Totale     | Totale                           | 758,5 |                    |                     |

## Squadre e corridori partecipanti
Essendo inserito tra le gare dell'UCI World Tour, tutte le squadre con licenza UCI World Tour devono automaticamente parteciparvi. Completa il quadro delle partecipanti la UniSA-Australia, squadra nazionale australiana composta da giovani corridori.
| N.    | Cod. | Squadra                 |
| ----- | ---- | ----------------------- |
| 1-7   | OGE  | Orica-GreenEDGE         |
| 11-17 | BMC  | BMC Racing Team         |
| 21-27 | LTB  | Lotto-Belisol Team      |
| 31-37 | SKY  | Sky Procycling          |
| 41-47 | RLT  | RadioShack-Leopard      |
| 51-57 | GRS  | Garmin-Sharp            |
| 61-67 | TST  | Team Saxo-Tinkoff       |
| 71-77 | BLA  | Blanco Pro Cycling Team |
| 81-87 | AST  | Astana Pro Team         |
| 91-97 | MOV  | Movistar Team           |

| N.      | Cod. | Squadra                |
| ------- | ---- | ---------------------- |
| 101-107 | VCD  | Vacansoleil-DCM        |
| 111-117 | ALM  | AG2R La Mondiale       |
| 121-127 | LAM  | Lampre-Merida          |
| 131-137 | FDJ  | FDJ                    |
| 141-147 | OPQ  | Omega Pharma-Quickstep |
| 151-157 | EUS  | Euskaltel-Euskadi      |
| 161-167 | ARG  | Team Argos-Shimano     |
| 171-177 | CAN  | Cannondale Pro Cycling |
| 181-187 | UNI  | Team UniSA-Australia   |

## Dettagli delle tappe

### 1ª tappa
- 22 gennaio: Prospect > Lobethal – 135 km

Risultati
| Pos. | Corridore     | Squadra       | Tempo    |
| ---- | ------------- | ------------- | -------- |
| 1    | André Greipel | Lotto-Belisol | 3h35'24" |
| 2    | Arnaud Démare | FDJ           | s.t.     |
| 3    | Mark Renshaw  | Blanco        | s.t.     |

| Pos. | Corridore     | Squadra       | Tempo    |
| ---- | ------------- | ------------- | -------- |
| 1    | André Greipel | Lotto-Belisol | 3h35'14" |
| 2    | Arnaud Démare | FDJ           | a 4"     |
| 3    | Mark Renshaw  | Blanco        | a 6"     |

### 2ª tappa
- 23 gennaio: Mount Barker > Rostrevor – 116,5 km

Risultati
| Pos. | Corridore      | Squadra        | Tempo    |
| ---- | -------------- | -------------- | -------- |
| 1    | Geraint Thomas | Sky Procycling | 2h44'18" |
| 2    | Javier Moreno  | Movistar Team  | a 1"     |
| 3    | Ben Hermans    | RadioShack     | s.t.     |

| Pos. | Corridore      | Squadra        | Tempo    |
| ---- | -------------- | -------------- | -------- |
| 1    | Geraint Thomas | Sky Procycling | 6h19'32" |
| 2    | Javier Moreno  | Movistar Team  | a 5"     |
| 3    | Ben Hermans    | RadioShack     | a 7"     |

### 3ª tappa
- 24 gennaio: Unley > Stirling – 139 km

Risultati
| Pos. | Corridore         | Squadra | Tempo    |
| ---- | ----------------- | ------- | -------- |
| 1    | Tom-Jelte Slagter | Blanco  | 3h36'46" |
| 2    | Matthew Goss      | Orica   | s.t.     |
| 3    | Philippe Gilbert  | BMC     | s.t.     |

| Pos. | Corridore         | Squadra        | Tempo    |
| ---- | ----------------- | -------------- | -------- |
| 1    | Geraint Thomas    | Sky Procycling | 9h56'17" |
| 2    | Tom-Jelte Slagter | Blanco         | a 5"     |
| 3    | Javier Moreno     | Movistar Team  | a 6"     |

### 4ª tappa
- 25 gennaio: Modbury > Tanunda – 126,5 km

Risultati
| Pos. | Corridore         | Squadra       | Tempo    |
| ---- | ----------------- | ------------- | -------- |
| 1    | André Greipel     | Lotto-Belisol | 3h02'52" |
| 2    | Roberto Ferrari   | Lampre-Merida | s.t.     |
| 3    | Jonathan Cantwell | Saxo-Tinkoff  | s.t.     |

| Pos. | Corridore         | Squadra        | Tempo     |
| ---- | ----------------- | -------------- | --------- |
| 1    | Geraint Thomas    | Sky Procycling | 12h59'09" |
| 2    | Tom-Jelte Slagter | Blanco         | a 5"      |
| 3    | Javier Moreno     | Movistar Team  | a 6"      |

### 5ª tappa
- 26 gennaio: McLaren Vale > Old Willunga Hill – 151,5 km

Risultati
| Pos. | Corridore         | Squadra       | Tempo    |
| ---- | ----------------- | ------------- | -------- |
| 1    | Simon Gerrans     | Orica         | 3h36'25" |
| 2    | Tom-Jelte Slagter | Blanco        | s.t.     |
| 3    | Javier Moreno     | Movistar Team | a 10"    |

| Pos. | Corridore         | Squadra       | Tempo     |
| ---- | ----------------- | ------------- | --------- |
| 1    | Tom-Jelte Slagter | Blanco        | 16h35'33" |
| 3    | Javier Moreno     | Movistar Team | a 13"     |
| 3    | Ben Hermans       | RadioShack    | a 25"     |

### 6ª tappa
- 26 gennaio: Adelaide – 90 km

Risultati
| Pos. | Corridore            | Squadra        | Tempo    |
| ---- | -------------------- | -------------- | -------- |
| 1    | André Greipel        | Lotto-Belisol  | 1h52'59" |
| 2    | Mark Renshaw         | Blanco         | s.t.     |
| 3    | Edvald Boasson Hagen | Sky Procycling | s.t.     |

| Pos. | Corridore         | Squadra        | Tempo     |
| ---- | ----------------- | -------------- | --------- |
| 1    | Tom-Jelte Slagter | Blanco         | 18h28'32" |
| 3    | Javier Moreno     | Movistar Team  | a 17"     |
| 3    | Geraint Thomas    | Sky Procycling | a 25"     |

## Evoluzione delle classifiche
In ciascuna tappa vennero assegnate sei diverse maglie di leader:
- Maglia ocra (Ochre Leader's Jersey) per la classifica generale a tempo;
- Maglia bianca a pois verdi (Škoda King of the Mountain Jersey) per la classifica scalatori;
- Maglia azzurra (Jayco Sprint Jersey) per la classifica sprint;
- Maglia nera (Cycle Instead Young Rider Jersey) per la classifica riservata agli Under-25;
- Maglia rossa (Hindmarsh Winning Team Jersey) per la classifica a squadre;
- Maglia verde (Europcar Most Competitive Rider Jersey) per il ciclista più combattivo.

| Tappa              | Vincitore          | Classifica generale Maglia ocra | Classifica scalatori Maglia bianca | Classifica sprint Maglia azzurra | Classifica giovani Maglia nera | Classifica a squadre Maglia rossa | Corridore più combattivo Maglia verde |
| ------------------ | ------------------ | ------------------------------- | ---------------------------------- | -------------------------------- | ------------------------------ | --------------------------------- | ------------------------------------- |
| 1ª                 | André Greipel      | André Greipel                   | Jordan Kerby                       | André Greipel                    | Arnaud Démare                  | Lampre-Merida                     | Jordan Kerby                          |
| 2ª                 | Geraint Thomas     | Geraint Thomas                  | Geraint Thomas                     | Daniele Pietropolli              | Tom-Jelte Slagter              | RadioShack-Leopard                | Christopher Juul Jensen               |
| 3ª                 | Tom-Jelte Slagter  | Geraint Thomas                  | Geraint Thomas                     | Geraint Thomas                   | Tom-Jelte Slagter              | RadioShack-Leopard                | Simon Clarke                          |
| 4ª                 | André Greipel      | Geraint Thomas                  | Jack Bobridge                      | André Greipel                    | Tom-Jelte Slagter              | RadioShack-Leopard                | Philippe Gilbert Damien Howson        |
| 5ª                 | Simon Gerrans      | Tom-Jelte Slagter               | Javier Moreno                      | Tom-Jelte Slagter                | Tom-Jelte Slagter              | RadioShack-Leopard                | Thomas De Gendt                       |
| 6ª                 | André Greipel      | Tom-Jelte Slagter               | Javier Moreno                      | Geraint Thomas                   | Tom-Jelte Slagter              | RadioShack-Leopard                | Geraint Thomas                        |
| Classifiche finali | Classifiche finali | Tom-Jelte Slagter               | Javier Moreno                      | Geraint Thomas                   | Tom-Jelte Slagter              | RadioShack-Leopard                | -                                     |

## Classifiche finali

### Classifica generale - Maglia ocra
| Pos. | Corridore           | Squadra        | Tempo     |
| ---- | ------------------- | -------------- | --------- |
| 1    | Tom-Jelte Slagter   | Blanco         | 18h28'32" |
| 2    | Javier Moreno       | Movistar Team  | a 17"     |
| 3    | Geraint Thomas      | Sky Procycling | a 25"     |
| 4    | Jon Izagirre        | Euskaltel      | a 32"     |
| 5    | Ben Hermans         | RadioShack     | a 34"     |
| 6    | Wilco Kelderman     | Blanco         | s.t.      |
| 7    | Gorka Izagirre      | Euskaltel      | a 36"     |
| 8    | Daniele Pietropolli | Lampre-Merida  | s.t.      |
| 9    | Tiago Machado       | RadioShack     | a 38"     |
| 10   | Jussi Veikkanen     | FDJ            | a 41"     |

### Classifica scalatori - Maglia bianca
| Pos. | Corridore      | Squadra        | Punti |
| ---- | -------------- | -------------- | ----- |
| 1    | Javier Moreno  | Movistar Team  | 22    |
| 2    | Jack Bobridge  | Blanco         | 20    |
| 3    | Geraint Thomas | Sky Procycling | 16    |
| 4    | Simon Gerrans  | Orica          | 16    |
| 5    | Eros Capecchi  | Movistar Team  | 16    |

### Classifica sprint - Maglia azzurra
| Pos. | Corridore         | Squadra        | Punti |
| ---- | ----------------- | -------------- | ----- |
| 1    | Geraint Thomas    | Sky Procycling | 46    |
| 2    | André Greipel     | Lotto-Belisol  | 45    |
| 3    | Tom-Jelte Slagter | Blanco         | 41    |
| 4    | Javier Moreno     | Movistar Team  | 37    |
| 5    | Mark Renshaw      | Blanco         | 36    |

### Classifica giovani - Maglia nera
| Pos. | Corridore         | Squadra    | Tempo     |
| ---- | ----------------- | ---------- | --------- |
| 1    | Tom-Jelte Slagter | Blanco     | 18h28'32" |
| 2    | Jon Izagirre      | Euskaltel  | a 32"     |
| 3    | Wilco Kelderman   | Blanco     | a 34"     |
| 4    | Kenny Elissonde   | FDJ        | a 54"     |
| 5    | George Bennett    | RadioShack | a 1'02"   |

### Classifica a squadre - Maglia rossa
| Pos. | Squadra                 | Tempo     |
| ---- | ----------------------- | --------- |
| 1    | RadioShack-Leopard      | 55h27'54" |
| 2    | Movistar Team           | a 1'09"   |
| 3    | Lotto-Belisol Team      | a 4'00"   |
| 4    | Blanco Pro Cycling Team | a 5'14"   |
| 5    | Euskaltel-Euskadi       | a 5'34"   |